# Тоуруйоки
Тоуруйоки (фин. Tourujoki) — река длиной 2,7 км в городе Йювяскюля, Центральная Финляндия.
Река начинается из южной оконечности озера Палоккаярви. Течёт в юго-восточном направлении, потом — на юг. Река протекает вдоль жилых районов Таулумяки и Лохикоски в верхнем течении, Холсти и Кангас в среднем течении и Тоурула и Пуйстола в нижнем течении. Впадает с севера в озеро Ювясъярви. Высота истока — 94,4 м над уровнем моря. Высота устья — 78,3 м. Средний расход воды составляет 3,2 м³/с. Скорость течения воды может превышать 0,4 м/с.
Изначально река была извилиста и порожиста. В 1941 году была возведена плотина ГЭС, предназначенной для электроснабжения бумажной фабрики.

## Гидроэнергия
В Тоуруйоки работала гидроэлектростанция Тоуруйоки, которая прекратила работу в 2015 году. Плотина до сих пор используется для регулирования уровня воды в Палоккаярви и Тоуруйоки. Планирование работ по восстановлению берега реки до естественного природного состояния началось в 2018 году

## Природные ценности
До того, как была построена заводская плотина, лосось поднимался по реке к вышележащим водоемам. Река также была общим проходом от уезда Ювяскюля в город. Бумажная фабрика Кангас сливала сточные воды в реку Тоуруйоки практически без очистки до 1970-х годов, когда была построена станция механической очистки сточных вод. Еще в 1980-х годах цвет воды мог меняться ежедневно, а выбросы серной кислоты окисляли воду и вызывали гибель рыб. Работы по очистке сточных вод завода проведены в 1990-х годах.
На западном (правом) берегу реки находится одноимённый заповедник.